# Macroprotodon cucullatus
Macroprotodon cucullatus е вид слабо отровна змия от семейство Смокообразни (Colubridae).

## Разпространение
Видът е ендемичен за Средиземноморския басейн. Среща се в Алжир, Египет, Израел, Италия, Либия, Мароко, Палестина, Португалия, Испания и Тунис.